# Härje Ekman
Knut Härje Ekman, född 9 maj 1908 i Vemdalen i Härjedalen, död 15 maj 1988 i Malmö, var en svensk målare och teaterdekoratör.
Han var son till Richard Ekman och Hanna Nordwall samt från 1939 gift med Nanna Nordwall och vidare bror till konstnären Kerstin Ekman-Zethræus.
Ekman bedrev museistudier i Tyskland 1933 och teater och dekorationsstudier i Paris och London 1949. Han var verksam som scendekoratör vid Kungliga Dramatiska teatern 1944–1947, och vid Malmö stadsteater från 1947 till 1951 då han anställdes vid Uppsala stadsteater som då var nystartad. Sedan återvände han till Malmö stadsteater. 
Hans skisser och modeller ställdes ut på Djurgårdsmässans teaterutställning på Liljevalchs konsthall. Han räknades till en av de ledande scendekoratörerna i Sverige under 1940–1950-talen.
Härje Ekman är gravsatt i minneslunden på Östra kyrkogården i Malmö.

## Teater

### Scenografi (ej komplett)
| År   | Produktion                                           | Upphovsmän | Regi                | Teater            | Noter                        |
| ---- | ---------------------------------------------------- | --- | ------------------- | ----------------- | ---------------------------- |
| 1940 | Robinson och Kungen Robinson soll nicht sterben      | Friedrich Forster Översättning Arne Lydén                                                                              | Stig Torsslow       | Dramaten          |                              |
| 1940 | Tomtefar                                             | Carlo Keil-Möller | Carlo Keil-Möller   | Dramaten          |                              |
| 1941 | Nya skördar The corn is green                        | Emlyn Williams Översättning Palle Brunius                                                                              | Carlo Keil-Möller   | Dramaten          |                              |
| 1948 | Kalifens son                                         | Axel Strindberg | Gösta Folke         | Malmö Stadsteater | Scenografi och kostym        |
| 1948 | Vår lilla stad Our town                              | Thornton Wilder Översättning Anders Österling                                                                          | Gösta Folke         | Malmö stadsteater |                              |
| 1948 | Streber                                              | Stig Dagerman | Bengt Ekerot        | Malmö Stadsteater |                              |
| 1948 | Lycko-Pers resa                                      | August Strindberg | Gösta Folke         | Malmö Stadsteater | Scenografi och kostym        |
| 1948 | Drömmarnas berg High Tor                             | Maxwell Anderson Översättning Einar Malm                                                                               | Gösta Folke         | Malmö Stadsteater |                              |
| 1955 | Donadieu                                             | Fritz Hochländer Översättning Lars-Levi Læstadius                                                                      | Lars-Levi Læstadius | Malmö stadsteater |                              |
| 1956 | Katt på hett plåttak Cat on a Hot Tin Roof           | Tennessee Williams Översättning Sven Barthel                                                                           | Ingmar Bergman      | Malmö stadsteater |                              |
| 1957 | Peer Gynt                                            | Henrik Ibsen Översättning Karl-Ragnar Gierow                                                                           | Ingmar Bergman      | Malmö stadsteater |                              |
| 1958 | Sagan                                                | Hjalmar Bergman | Ingmar Bergman      | Malmö stadsteater |                              |
| 1962 | Tolvskillingsoperan Die Dreigroschen Oper            | Bertolt Brecht och Kurt Weill Översättning Curt Berg                                                                   | Gösta Folke         | Malmö stadsteater |                              |
| 1963 | Muren The Wall                                       | Millard Lampell Översättning Birgitta Hammar                                                                           | Lennart Olsson      | Malmö stadsteater |                              |
| 1964 | Bernardas hus La casa de Bernarda Alba               | Federico García Lorca Översättning Karin Alin och Hjalmar Gullberg                                                     | Eva Sköld           | Malmö stadsteater | Scenografi och kostym        |
| 1965 | Fallet Oppenheimer In der sache J.Robert Oppenheimer | Heinar Kipphardt Översättning Vera Leiser och Erwin Leiser                                                             | Eva Sköld           | Malmö stadsteater |                              |
| 1965 | Karmelitersystrarna Dialogues des Carmélites         | Georges Bernanos Översättning Bertil Malmberg                                                                          | Andris Blekte       | Malmö stadsteater |                              |
| 1966 | Adam och Vera i Blackeberg                           | Bo Sköld | Eva Sköld           | Malmö stadsteater |                              |
| 1966 | Orkestern L'Orchestre                                | Jean Anouilh Översättning Lennart Lagerwall                                                                            | Eva Sköld           | Malmö stadsteater |                              |
| 1968 | Galanta intriger The Beaux' Stratagem                | George Farquhar, Ernst van Altena, Jack Popplewell och Jurriaan Andriessen Översättning Olov Jonason och Gunnar Wersén | Egon Larsson        | Malmö stadsteater | Tillsammans med Olev Mikiver |
| 1972 | Plaza svit Plaza Suite                               | Neil Simon Översättning Per Gerhard                                                                                    | Gunnar Ekström      | Malmö stadsteater |                              |
| 1976 | Arsenik och gamla spetsar Arsenic and Old Lace       | Joseph Kesselring Översättning Lars-Levi Læstadius                                                                     | Andris Blekte       | Malmö stadsteater |                              |
| 1978 | Den feruketansvärda semällen                         | Staffan Göthe | Torbjörn Astner     | Malmö stadsteater |                              |